# 三剣もとか
三剣 もとか（みつるぎ もとか、1972年4月10日 - ）は、日本の漫画家。熊本県出身。女性。血液型はA型。
『月刊少年ガンガン』等で掲載された「ドラゴンクエスト4コマクラブ」の投稿者として登場（会員ナンバーは373）し、のちに『ドラゴンクエスト4コママンガ劇場』などでデビュー。4コママンガ劇場シリーズの数冊に執筆したが、身内の事情や本人の体調などを理由に、1995年5月をもって漫画界を引退すると表明。その後漫画家としての活動は確認されていない。
Web制作、DTPオペレーター等の職を経て、2013年より「三剣もとか」名義で活動を再開。以後はフリーでイラスト等の仕事を募集している。
なお、「三剣もとか」とはペンネームであり、本名のアナグラムである。

## 作品
- ドラゴンクエスト4コママンガ劇場9、10巻
- ドラゴンクエスト4コママンガ劇場番外編7 - 9巻
- ドラゴンクエスト4コママンガ劇場ガンガン編6、7巻
- ドラゴンクエスト1Pコミック1 - 3巻
- ゼルダの伝説4コママンガ劇場5巻
- トルネコの大冒険4コママンガ劇場2巻
- ファイアーエムブレム4コママンガ劇場2巻